# Église Sainte-Marie-de-l'Assomption de Cóll
L'église Sainte-Marie-de-l'Assomption (catalan : església de Santa Maria de l'Assumpció) est une église romane située à Coll sur le territoire de La Vall de Boí, commune de la vallée du même nom et de la comarque de l'Alta Ribagorça dans le nord de la Province de Lérida et de la communauté autonome de Catalogne en Espagne. L'église dédiée à l'Assomption de Marie est datée du XIIe siècle. Comme les autres églises de la Vall de Boí, elle est éloignée du centre du village. En novembre 2000, elle est inscrite sur la liste du patrimoine mondial de l'UNESCO avec huit autres églises romanes de la Vall de Boí. Déjà en 1992, l'église a été déclarée Bé Cultural d'Interès Nacional (Bien culturel d'intérêt national) par la Généralité de Catalogne.

## Histoire
Lors des travaux de restauration dans les années 1970 on decouvrit dans l'autel de l'église une ardoise avec une inscription mentionnant l'an 1100, peut-être l'année de la consécration. Au XIIIe siècle, l'église fut rattachée à la diocèse de Lérida dont elle fait toujours partie à la différence des autres églises de la Vall de Boí qui appartiennent à la Diocèse d'Urgell.

## Architecture

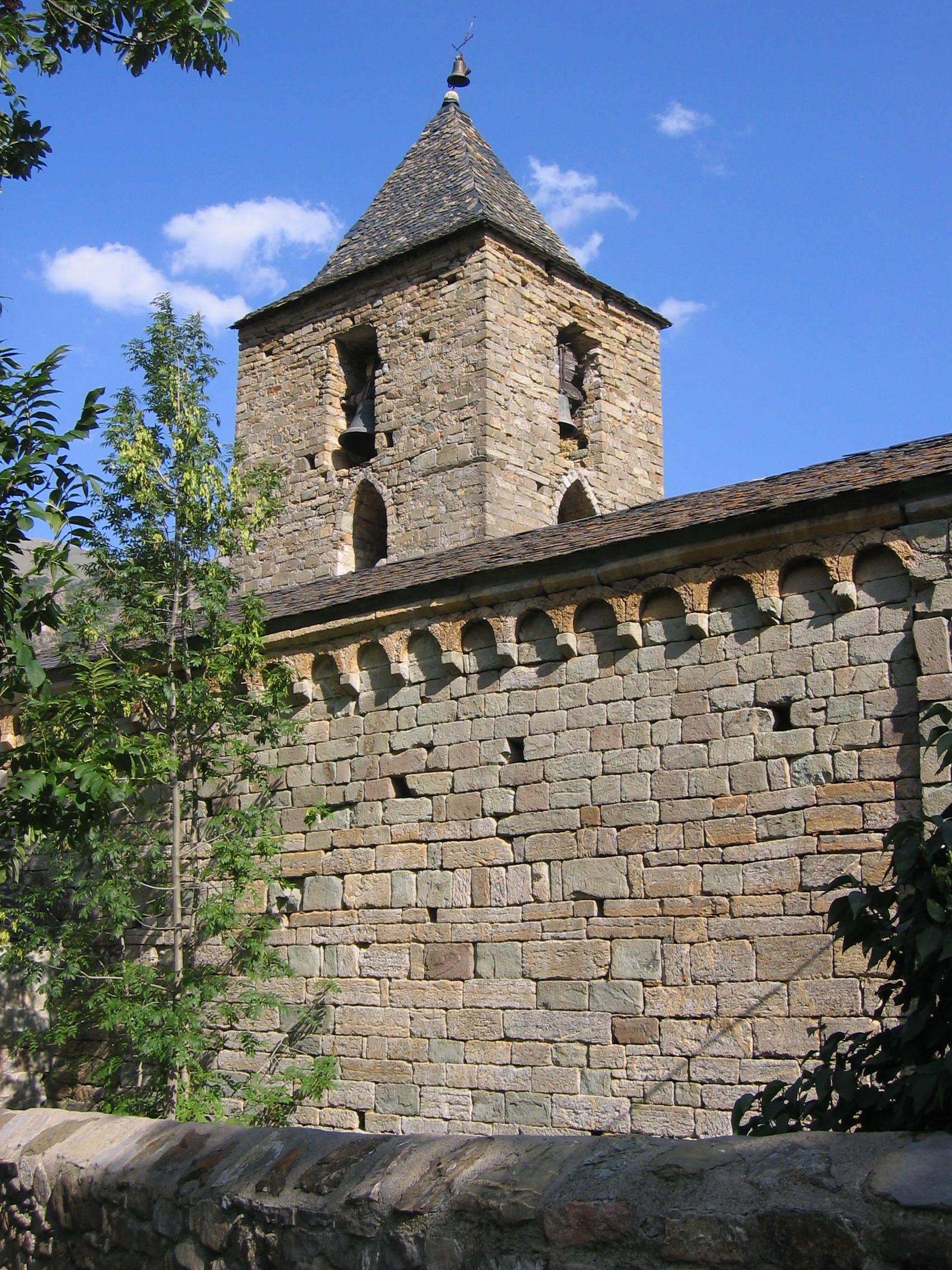
Église Santa Maria

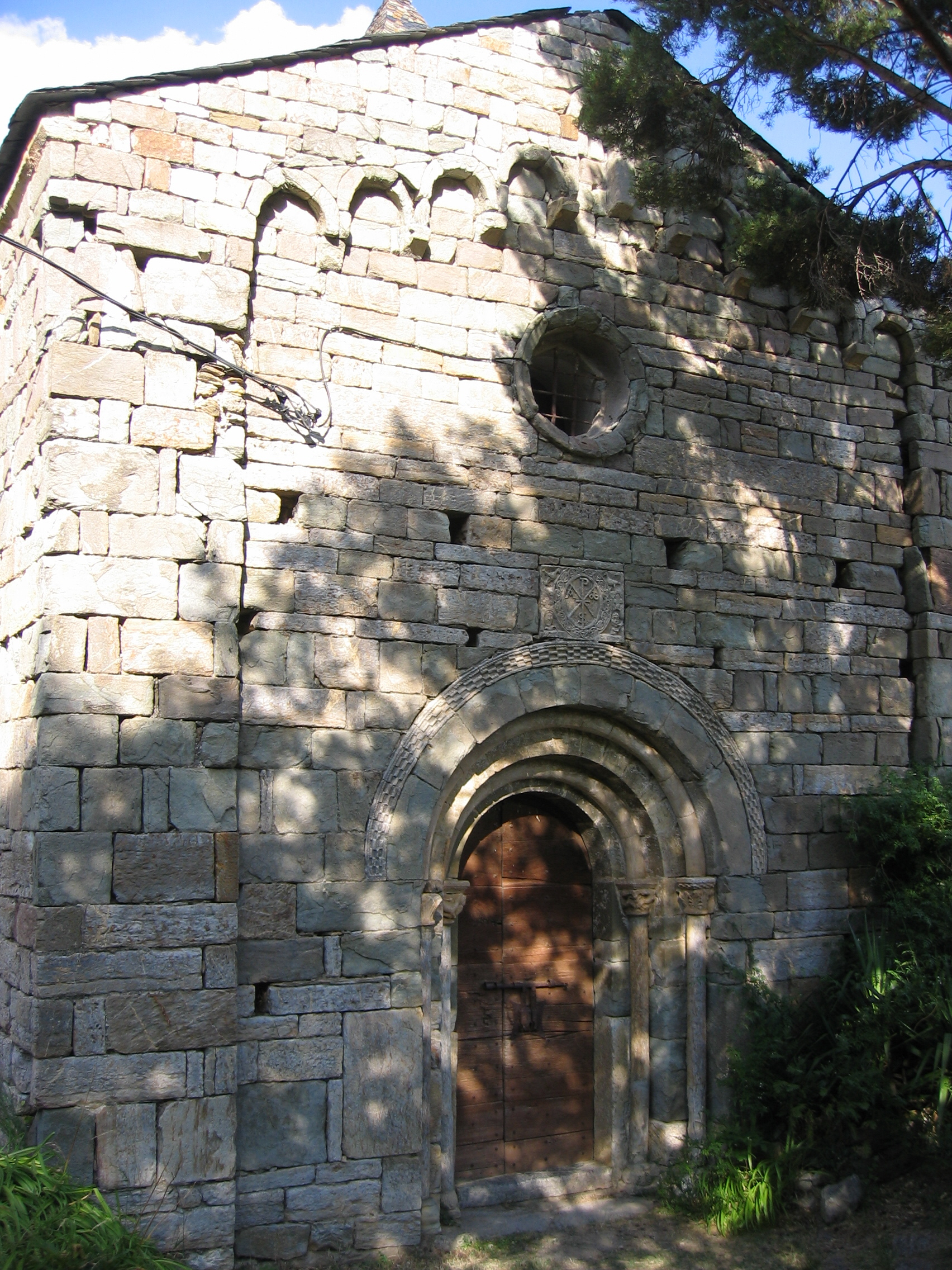
Façade ouest

### Extérieur
L'église est érigée en appareil soigné. Le clocher s'élève sur un plan carré au-dessus de la chapelle du côté sud de la nef. La partie basse du clocher, d'époque romane, date du XIIe siècle, les deux étages supérieurs furent renouvelés en période gothique. Le long de la partie supérieure de la nef et de l'abside court une frise d'arcatures lombardes appuyées sur des modillons.

### Portail
Dans la façade ouest s'ouvre le portail de l'église surmonté d'un oculus. Il est intégré dans une baie aveugle encadrée d'arcatures. Le portail est entouré de deux archivoltes renforcées de tores qui reposent sur deux colonnes dotées de chapiteaux, d'impostes et de bases sculptés.
Les chapiteaux sont ornés de scènes figurées montrant le combat entre hommes et animaux sauvages qui symbolisent la lutte du bien contre le mal.
L'archivolte extérieure est décorée d'une frise au-dessus duquel est sculpté d'un relief représentant un christogramme. Celui-ci, une roue à six rayons, est entouré de feuillage, à l'intérieur du cercle on voit les lettres alpha et oméga, à l'extérieur sont représentés en haut deux oiseaux, au milieu deux rosettes et un bas deux personnages. Le chrisme symbolise le salut de l'âme, les oiseaux réfèrent à la vie éternelle et les personnages dont l'un souffle dans sa trompette annoncent le jugement dernier.
La porte conserve un verrou de fer forgé datant du moyen âge, qui se termine en tête d’animal.

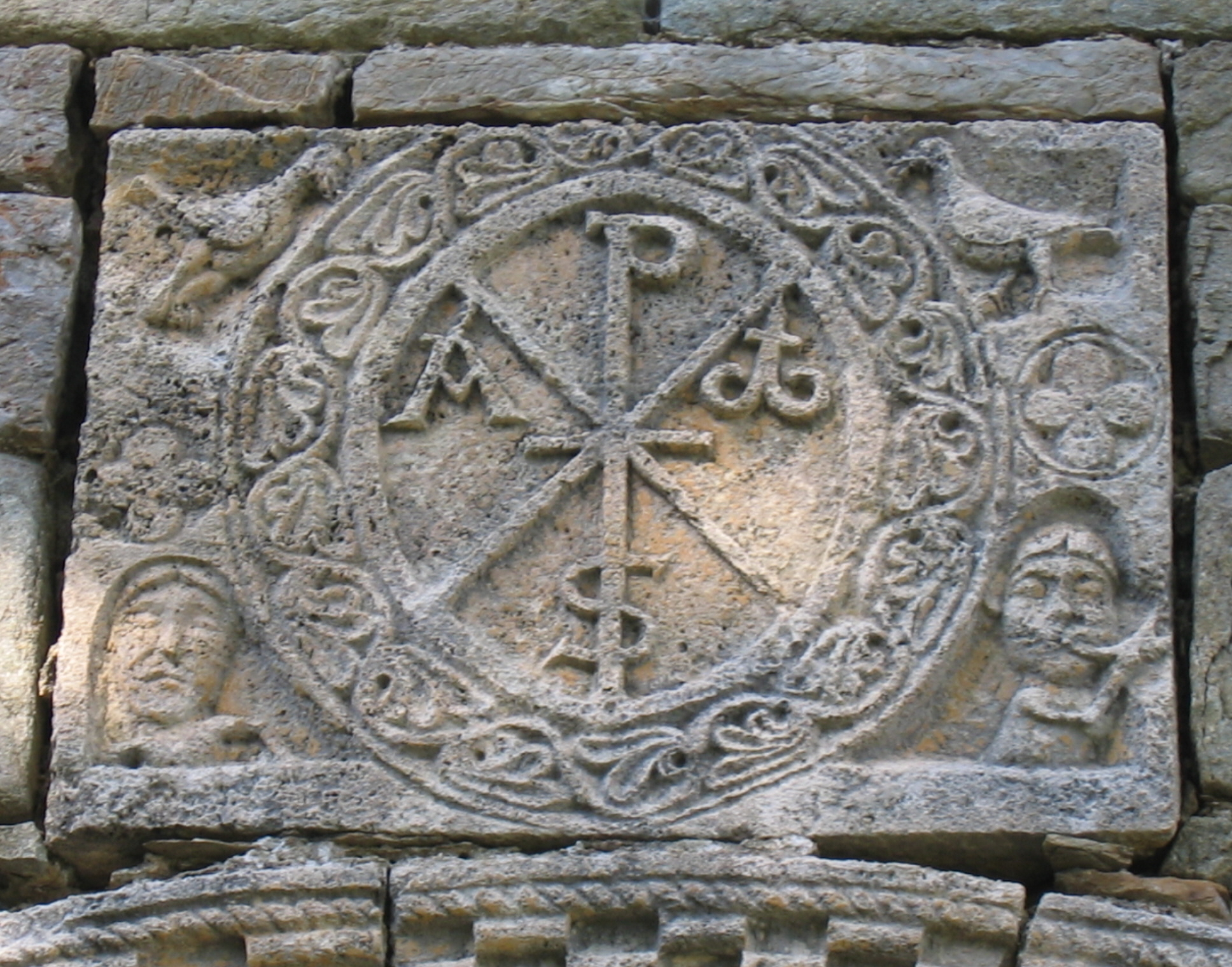
Christogramme
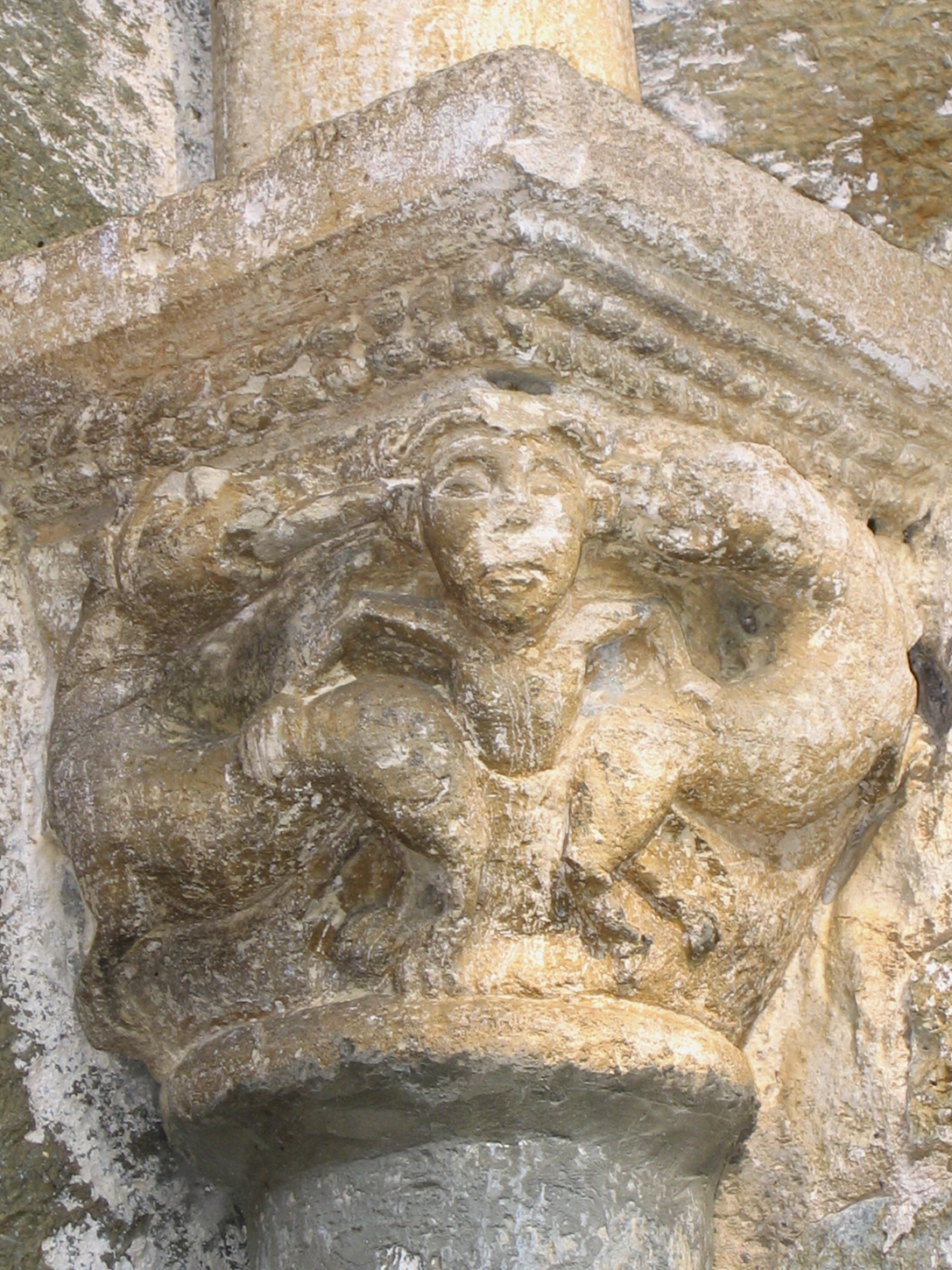
Chapiteau du portail
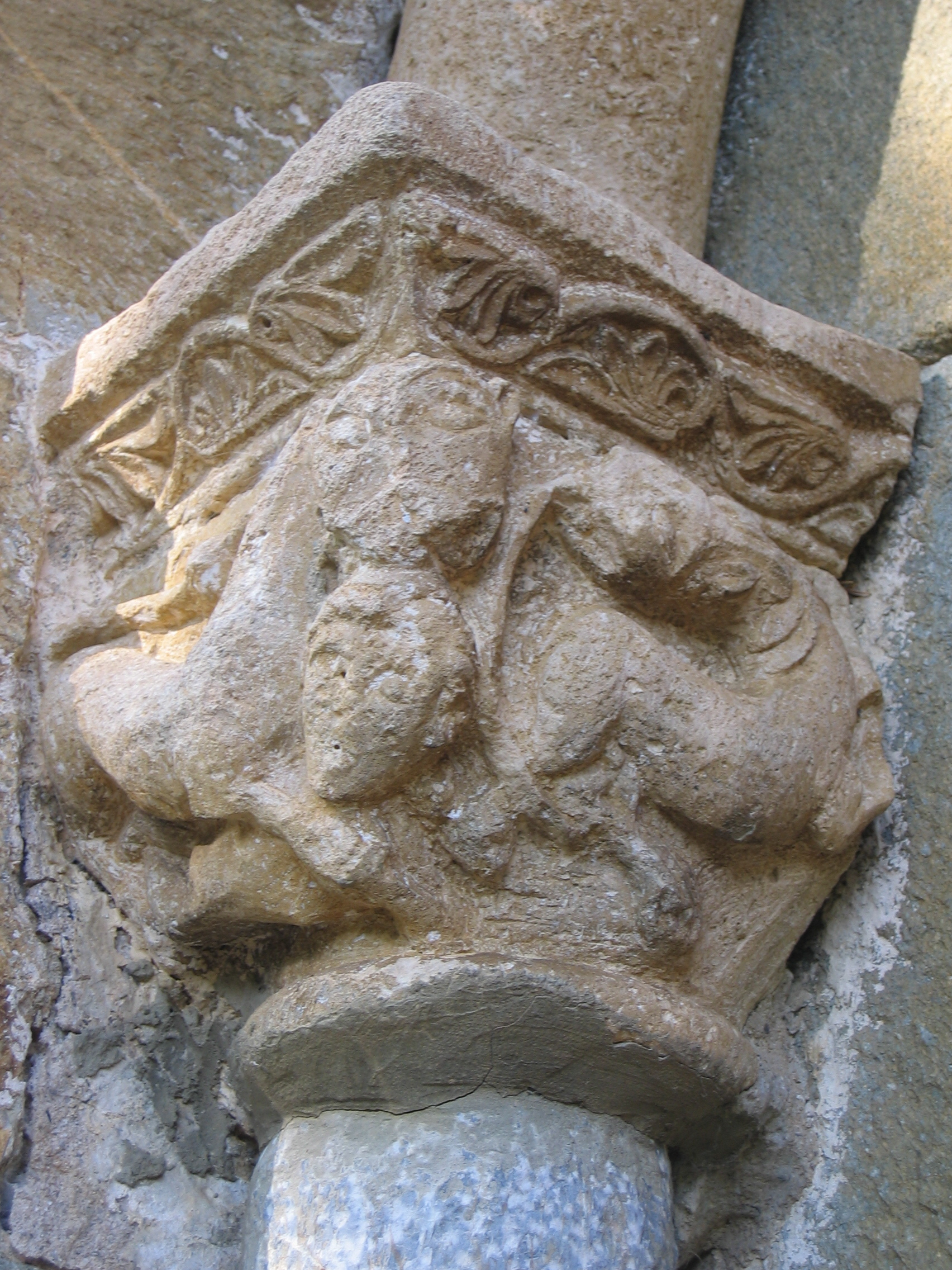
Chapiteau du portail
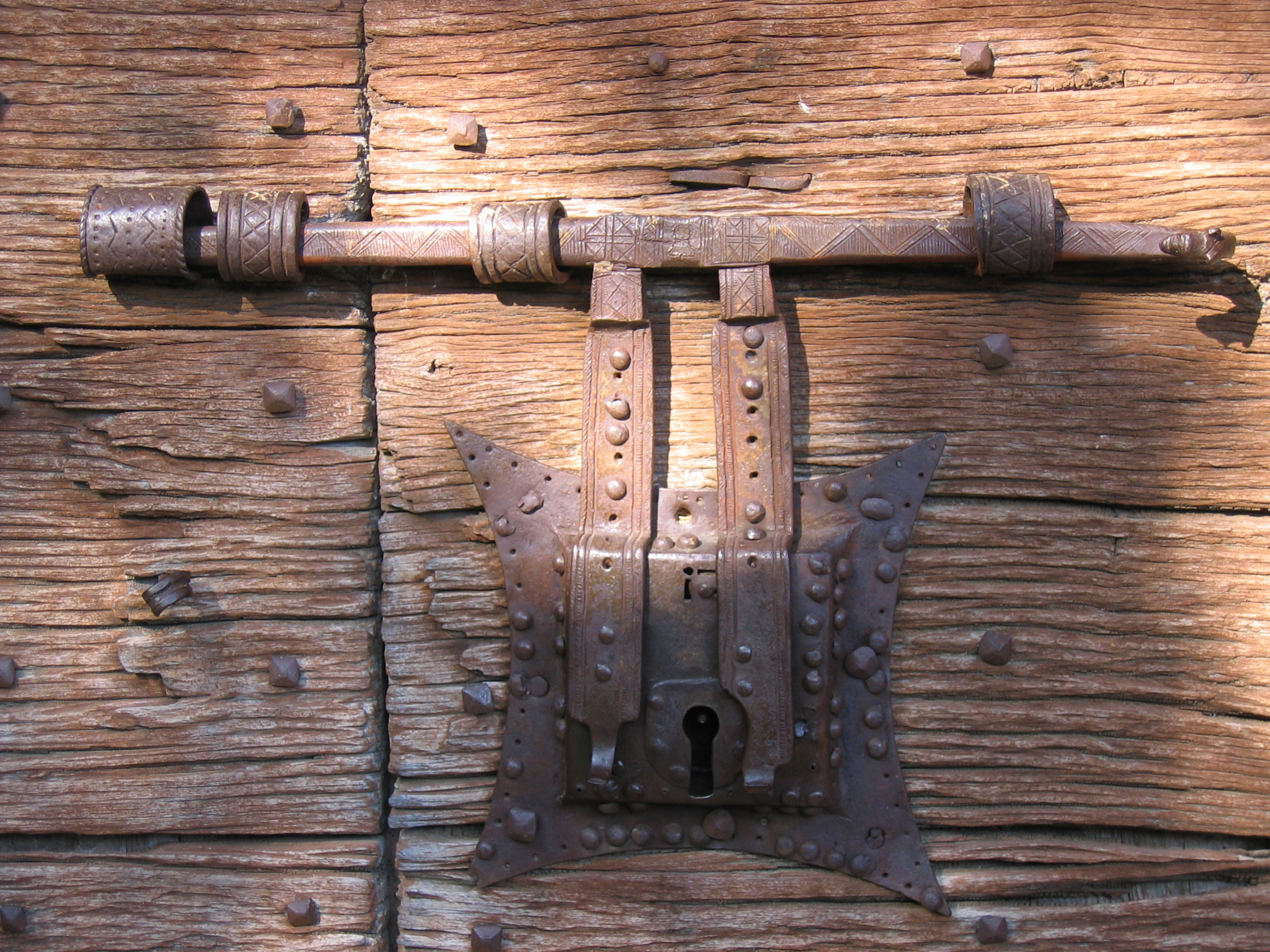
Verrou

### Intérieur
L'église se compose d'une seule nef de trois travées, couverte d'une voûte en berceau, et d'une abside semi circulaire. Les deux chapelles ajoutées à la place de croisillon au sud et au nord de la nef lui confèrent un aspect d'un plan en forme de croix latine. La chapelle du côté nord est dotée d'une voûte en berceau, la chapelle du côté sud installée au rez-de-chaussée du clocher possède une voûte sur croisée d'ogives d'époque gothique. À l'ouest de la nef est emmenagée une galerie en bois accessible par un escalier à vis. Le parapet est orné de traceries gothiques.
L'intérieur est éclairé par deux petits oculi, une fenêtre ronde de la façade ouest et une fenêtre quadrilobée de l'abside, et une autre fenêtre en forme de meurtrière dans le mur méridional de la nef.

## Mobilier
L'église conserve trois bassins en pierre d'époque romane : des fonts baptismaux, un bénitier et une cuve contenant de l'huile.